# Марондера
Марондера (англ. Marondera) - місто на північному сході центральної частини Зімбабве, адміністративний центр провінції Східний Машоналенд.

## Історія
Марондера виникла в 1890 році як заїжджий двір на дорозі з Хараре в Мутаре. У 1896 році було зруйновано протистоянням народу шона. Знову виникло як село в 1913 році; в 1943 році отримало статус міста .

## Географія
Розташоване приблизно за 72 км на південний схід від столиці країни, міста Хараре. Абсолютна висота - 1699 метрів над рівнем моря .

## Населення
За даними на 2013 рік чисельність населення становить 68 017 чоловік .
Динаміка чисельності населення міста по роках:
| 1982  | 2002  | 2013  |
| ----- | ----- | ----- |
| 19971 | 52283 | 68017 |